# Nelly Hochwald
Nelly Hochwald (* 23. Januar 1892 in Wien; † 14. Oktober 1974) war eine österreichische Schauspielerin bei Bühne und Stummfilm.

## Leben und Wirken
Nelly Hochwald, die Tochter des gebürtigen Lembergers Bernhard Hochwald (1849–1916) und seiner Frau Agathe Gitel (1855–1919), ließ sich 20-jährig zur Theaterschauspielerin ausbilden und trat zunächst (in der Spielzeit 1912/1913) am Zürcher Stadttheater auf. Wieder daheim in Wien, gab sie am 27. August 1913 ihren dortigen Einstand in der Komödie “Geographie und Liebe” am Deutschen Volkstheater Wien. Schon ihr erster Auftritt dort als Helga fand in der Pressekritik wohlwollende Worte, ein Rezensent meinte “Umso erfreulicher war das Debut einer jungen Künstlerin, Fräulein Nelly Hochwald, die einen intelligenten, modernen Backfisch anmutig und natürlich spielte.” Weitere wichtige Hochwald Rollen waren die Rahel in Franz Grillparzers „Die Jüdin von Toledo“ (1913), eine Tochterrolle in der Komödie „Der Hinterhalt“ (1914), die Freundin eines Bauernjungen in dem Volksstück „Einberufung“ (1914), die Christine Winkler in dem Volksstück „Das grobe Hemd“ und die Trude in Sudermanns Stück „Johannisfeuer“ (1915). Ebenfalls interessante Stücke, in denen sie schon in jungen Jahren am Volkstheater mitwirkte, waren 1916 Shakespeares "Ein Wintermärchen" und im Jahr darauf „Die Schmetterlingsschlacht“, erneut nach einer Vorlage von Sudermann. Später trat sie auch in Ludwig Fuldas Lustspiel „Die wilde Jagd“ (1917), einem weiteren Lustspiel, in Attilio Bleibtreus „Kinder der Nacht“ (1918), in „Meine Frau, die Hofschauspielerin“ (1919) und in Gerhart Hauptmanns „Und Pippa tanzt“ (1919), wo sie die Titelrolle übernahm, auf.
In jenen Jahren des Ersten Weltkriegs wurde Nelly Hochwald auch mehrfach vor die Kamera geholt. Ihren Einstand als Tänzerin Nelly gab sie Ende 1916 in dem Detektivfilmschwank Mir kommt keiner aus an der Seite der bekannten Wiener Kollegen Liane Haid, Ernst Tautenhayn und Max Neufeld. Gleich danach trat sie als Partnerin von Fritz Kortner in dem Beethoven-Porträt Der Märtyrer seines Herzens auf. Hier verkörperte sie Ludwigs Geliebte Giulietta Guicciardi. Es folgte im letzten Kriegsjahr 1918 die weibliche Hauptrolle einer Gräfin in dem Kriminaldrama Das Geheimnis des Goldpokals. Kortner war auch ihr Filmpartner in dem 1919 herausgebrachten Kriminalfilmdrama Das Auge des Buddha. Anschließend kehrte die Wiener Künstlerin auf die Theaterbretter zurück und wirkte in Stücken wie Bruno Franks Die Schwestern und der Fremde mit. Auch die Dienerin Melitta (in Grillparzers Sappho) und die Wendla Bergmann (in Wedekinds Frühlingserwachen) verkörperte Nelly Hochwald. Im Laufe der 1920er Jahre trat Nelly Hochwald immer seltener auf die Bühnenbretter; man sah sie u. a. in Die fünf Frankfurter (1921), Schnitzlers Liebelei (1922), Henri Batailles Schauspiel Mama Kolibri (1924), Alexandre Dumas’ Demimonde (1926), in die Ragusanische Trilogie (1928) und in Ferdinand Raimunds Zaubermärchen Der Verschwender (1930).
Nelly Hochwald trat zu dieser Zeit (seit Beginn der 1930er Jahre) vor allem als Sprecherin bzw. Erzählerin (von Märchen) und Rezitatorin (von Gedichten) in Erscheinung. In späteren Jahren war Hochwald auch im Rundfunk zu hören (z. B. Eine Vorlesung bei der Hausmeisterin, 1930, Ebner-Eschenbachs Am Ende, 1933, Fuldas Lustspiel Jugendfreunde, 1934, Der große Ramses geht durchs Ziel, 1935, Nestroys Posse Der Zerrissene, 1936, sowie Zwischen Abend und Morgen und Drescherballade, beides 1937). Danach verliert sich ihre Spur. Was Nelly Hochwald in den folgenden Jahrzehnten tat, ist derzeit nicht rekonstruierbar. Aufgrund ihrer jüdischen Wurzeln könnte sie mit der Annexion ihrer Heimat durch Hitler-Deutschland im März 1938 emigriert sein.

## Filmografie (komplett)
- 1917: Mir kommt keiner aus
- 1918: Der Märtyrer seines Herzens
- 1918: Das Geheimnis des Goldpokals
- 1919: Das Auge des Buddha
- 1920: Das Reich der Liebe